# Montignac (Alti Pirenei)
Montignac è un comune francese di 115 abitanti situato nel dipartimento degli Alti Pirenei nella regione dell'Occitania.

## Società

### Evoluzione demografica
Abitanti censiti